# Robert McKnight
Pour les articles homonymes, voir McKnight.
Robert McKnight (né le 19 mars 1938 à North Bay et mort le 21 mars 2021) est un joueur canadien de hockey sur glace. Lors des Jeux olympiques d'hiver de 1960, il remporte la médaille d'argent.

## Palmarès
- Médaille d'argent aux Jeux olympiques de Squaw Valley en 1960